# 中本逸郎
中本 逸郎（なかもと いつろう、1953年7月11日 - ）は、広島県出身の元競艇選手。

## 来歴
桑原淳一・玉生正人と同期の39期生としてデビュー。
1980年3月の第15回鳳凰賞競走（蒲郡）では松尾泰宏・松野寛・林貢らを差して優勝し、初出場初優出での四大特別競走・SG級レース優勝となった。同年の第27回全日本選手権競走（唐津）でも優出して2着に入った。
1998年1月11日の尼崎「一般競走」で優出して三嶌誠司・原由樹夫に次ぐ3着に入り、2000年6月22日の大村「一般競走」（6号艇5コース進入で4着）が最後の優出 となった。
2004年11月3日の大村「一般競走」2日目9R（1号艇1コース進入）で最後の勝利を挙げ、同6日の最終日2Rを2号艇1コース進入で2着としたのを最後に引退。

## 主な優勝
- 1980年 - 第15回鳳凰賞競走（蒲郡）